# باینسا
باینسا (به انگلیسی: Bhainsa) یک منطقهٔ مسکونی در هند است که در Bhainsa mandal واقع شده‌است. باینسا ۳۵٫۳۰ کیلومتر مربع مساحت و ۴۹٬۷۶۴ نفر جمعیت دارد و ۳۶۳ متر بالاتر از سطح دریا واقع شده‌است.